# 土江寛裕
土江 寛裕（つちえ ひろやす、1974年6月14日 - ）は、日本の元陸上競技選手、スポーツ科学者。陸上競技指導者。1990年代後半から日本を代表するスプリンターとして活躍。

## 来歴・人物
島根県平田市（現出雲市）出身。富士通所属。出雲市立平田中学校、島根県立出雲高等学校を経て、早稲田大学人間科学部スポーツ科学科卒業。早稲田大学大学院人間科学研究科修士課程、博士課程修了。早稲田大学非常勤講師、早稲田大学競走部女子コーチなどの要職を歴任した。日本陸連短距離副部長。2017年より東洋大学法学部教授。
元200m日本チャンピオンの土江良吉は実父。錦織育子、信岡沙希重らは早稲田大学競走部の後輩。甲南大学で教鞭を執る伊東浩司、法政大学スポーツ健康学部教授の苅部俊二、横浜市立金沢高等学校教諭の簡優好、200mで活躍した伊藤辰哉、元110mH日本記録保持者で順天堂大学陸上競技部コーチの岩崎利彦らとは富士通のチームメイト。

## 略歴
1995年、ユニバーシアード400mRで6位入賞。1996年アトランタオリンピックに出場。100mで健闘。また、400mRにも出場。1997年、アテネ世界選手権100m・400mRに出場。400mRで準決勝に進出する。
1998年、日本選手権200mで優勝。親子同一種目の日本選手権者は土江親子と室伏親子のみ。バンコクアジア大会で200m8位入賞。400mRでは優勝を果たした。100mでも銅メダル獲得。アジア選手権では400mRで銀メダルを獲得した。2000年シドニーオリンピック代表を僅差で逃す。2001年、日本選手権100mで3位に入り復活。
エドモントン世界選手権100mに出場。2002年、日本選手権100mで不調のなか4位に入る。プサンアジア大会400mRで3走を務め準優勝に大きく貢献。2003年、日本選手権100mで3位入賞。パリ世界選手権400mRで1走の重責を担い、日本チームを7位に導く。2004年、日本選手権100mで3位に入り、五輪代表に滑り込む。アテネオリンピックでは100mこそ予選落ちしたが、400mRで銅メダルまであと一歩の4位に入るという大健闘を見せた。
2005年、日本選手権で悪コンディションに見舞われ、まさかの準決勝敗退。ヘルシンキ世界選手権出場を逸した。2006年、現役引退。2007年より城西大学にて助教を勤めながら陸上競技部を指導。2014年より東洋大学の法学部准教授に就任し、陸上競技部男子短距離部門で、同年に入学した桐生祥秀も指導することとなった。
2008年北京オリンピックでは短距離コーチとして、日本男子リレーチームを支え、400メートルリレー走銅メダルの快挙。その裏にはスムーズなバトンパスでタイムを短縮する為に様々な資料を収集し、検証するなどした土江のたゆまぬ努力があった。
陸上競技マガジンでは短距離部門の技術・トレーニング方法について連載している。

## 自己ベスト
| 種目 | 記録                | 年月日                     | 場所          | 備考 |
| ---- | ------------------- | -------------------------- | ------------- | ---- |
| 100m | 10秒21 (+1.0)       | 2004年6月6日               | 鳥取          |      |
| 200m | 20秒86 (+0.7) (0.0) | 2003年9月27日 2003年8月3日 | 岡山 富士吉田 |      |

## 主要大会成績
| 年                               | 大会                        | 場所             | 種目    | 結果    | 記録          | 備考           |
| -------------------------------- | --------------------------- | ---------------- | ------- | ------- | ------------- | -------------- |
| 1995                             | 第18回ユニバーシアード (en) | 福岡             | 4x100mR | 6位     | 40秒37 (1走)  |                |
| 1996                             | 第26回オリンピック          | アトランタ       | 100m    | 1次予選 | 10秒58 (-0.8) |                |
| 1996                             | 第26回オリンピック          | アトランタ       | 4x100mR | 予選    | DQ (1走)      |                |
| 1997                             | 第6回世界選手権             | アテネ           | 100m    | 2次予選 | 10秒38 (+1.3) |                |
| 1997                             | 第6回世界選手権             | アテネ           | 4x100mR | 準決勝  | 38秒31 (3走)  | 当時アジア記録 |
| 1998                             | 第12回アジア選手権 (en)     | 福岡             | 100m    | 3位     | 10秒44 (-0.6) |                |
| 1998                             | 第12回アジア選手権 (en)     | 福岡             | 4x100mR | 2位     | 39秒30 (3走)  |                |
| 1998                             | 第13回アジア大会            | バンコク         | 200m    | 8位     | 21秒31 (-0.4) |                |
| 1998                             | 第13回アジア大会            | バンコク         | 4x100mR | 優勝    | 38秒91 (3走)  | 当時大会記録   |
| 2001                             | 第8回世界選手権             | エドモントン     | 100m    | 1次予選 | 10秒54 (0.0)  |                |
| 2002                             | 第14回アジア選手権          | コロンボ         | 100m    | 4位     | 10秒62 (-3.1) |                |
| 2002                             | 第14回アジア選手権          | コロンボ         | 4x100mR | 4位     | 39秒41 (4走)  |                |
| 2002                             | 第14回アジア大会            | 釜山             | 4x100mR | 2位     | 38秒90 (3走)  |                |
| 2003                             | 第9回世界選手権             | パリ・サン＝ドニ | 4x100mR | 6位     | 39秒05 (1走)  |                |
| 2004                             | 第28回オリンピック          | アテネ           | 100m    | 1次予選 | 10秒37 (+0.1) |                |
| 2004                             | 第28回オリンピック          | アテネ           | 4x100mR | 4位     | 38秒49 (1走)  |                |
| 『日本陸上競技連盟八十年史』参照 |                             |                  |         |         |               |                |

## 主な著作・論文
- 自己分析とトレーニング記録-パフォーマンスに伴う主観的レースパターンおよびトレーニングの変遷（スプリント研究13、2003）
- オーストラリアにおける組織的選手サポートについて（陸上競技研究48(1)、2002）
- 200m競走における10mごとの疾走速度とピッチ、ストライド変化（共著）（陸上競技紀要15、2002）
- 100m競走の局面わけと各局面でのテクニックの実践例（フーチャーアスレティックス・近未来陸上競技研究所紀要1、2002）
- 近未来陸上競技研究所ビデオシリーズ短距離編「スプリント基礎ドリル」（ソーケンネットワーク）
- 近未来陸上競技研究所ビデオシリーズ短距離編「レーステクニック1/2」（ソーケンネットワーク）

など